# Saumont-la-Poterie
Saumont-la-Poterie es una comuna francesa situada en el departamento de Sena Marítimo, en la región de Normandía.

## Historia
En 1823 absorbe la comuna de Abancourt.

## Demografía
| 464 | 452 | 363 | 312 | 365 | 382 | 412 |
| Para los censos de 1962 a 1999 la población legal corresponde a la población sin duplicidades (Fuente: INSEE [Consultar]) |     |     |     |     |     |     |